# 1992년 루르몬트 지진
1992년 루르몬트 지진은 4월 13일 오전 3시 20분(UTC 1시 20분) 경에 발생한 모멘트 규모 M5.3, 최대 수정 메르칼리 진도 계급 VIII의 지진이다. 루르몬트 인근의 정단층인 필 경계 단층에서 발생한 이 지진은 네덜란드와 서유럽에서 기록된 가장 큰 규모의 지진으로, 네덜란드와 인접한 벨기에, 독일의 오래된 건물에 상당한 피해를 입혔다. 지진 이후 여러 여진이 뒤따랐다.

## 지질학적 구조
루르몬트시는 라인강 하류 지구(또는 라인강 하류 퇴적분지)의 남동부를 형성하는 루르 지구대 위에 있다. 이 구조체는 알프스 조산 운동의 전면 분지 내에서 형성된 유럽 신생대 열곡계의 일부를 이룬다. 루르 지구는 고진기에 형성되었으며, 제4기 퇴적암이 분지 내로 두꺼워지는 것으로 보아 현재도 활발히 활동하고 있음을 보여준다. 지구는 북서-남동 방향의 정단층으로 경계 지어져 있으며, 가장 큰 단층은 남서쪽으로 경사진 필 경계 단층으로, 제4기 지층의 바닥을 약 175 m 이동시켰다. 모든 주요 단층은 신생 단층의 증거를 보여준다.

## 진앙

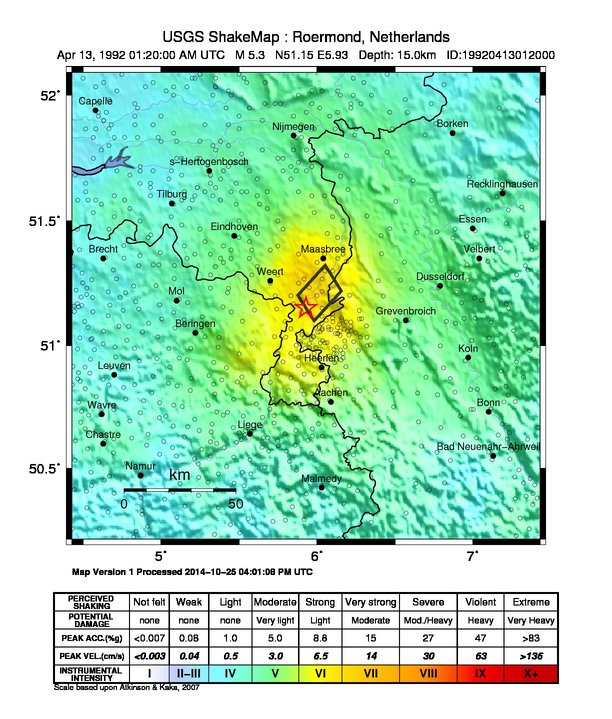
지진의 USGS 진도 지도

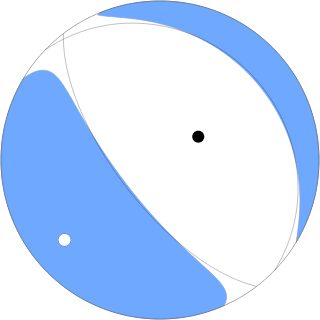
지진의 발진기구 다이어그램

지진의 발진기구는 필 경계 단층으로 확인된 남서쪽으로 68° 경사진 면에서 거의 순수한 정단층 운동을 보였다. 지진의 진앙은 루르몬트 남쪽에서 수 킬로미터 떨어져 있다.

## 규모와 진도
이 지진은 릭터 규모 5.8(모멘트 규모 5.3)에 최대 수정 메르칼리 진도 계급 VIII의 진도를 기록했다.
진도 VIII은 부실하게 지어진 건물에 상당한 피해를 입히고 무거운 가구가 전복됨을 의미한다. 이 지진은 일부 지역이 다른 지역보다 더 큰 피해를 입었기 때문에 균등하게 확산되지 않았다. 이 지진은 체코, 스위스, 프랑스, 잉글랜드까지 멀리서도 느껴질 수 있었다.

## 피해 및 사상자
루르몬트, 마세이크 (벨기에), 하인스베르크 (독일) 사이 지역에서는 건물, 특히 오래된 건물과 자동차가 파괴되었다. 루르몬트에 있는 두 교회인 뮌스터케르크와 민데르브로에데르스케르크는 심하게 손상되었다. 지진으로 인한 경제적 손실은 약 2억 7,500만 굴덴 (약 1억 2,500만 유로)으로 추정되었으며, 이 중 1억 7,000만 굴덴 (약 7,700만 유로)의 피해가 네덜란드에서 발생했다.
본에서는 79세 여성이 심장마비로 사망했다.

## 여진
이 지진 이후 200회 이상의 여진이 뒤따랐다.

## 같이 보기
- 1992년 지진
- 네덜란드의 지진 목록